# Gamshalt
Il Gamshalt è una montagna di 2.291  m slm nella catena del Wilder Kaiser, nelle Alpi Calcaree Nordtirolesi del Tirolo. È la quarta vetta più alta dell'intera catena del Kaiser e appartiene alla catena dell'Haltstock.

## Geografia
Il Gamshalt si trova di fronte all'Ellmauer Halt a nord e al Kleine Halt a sud, formando così la parte centrale dell'Haltstock. Presenta ripide pareti rocciose su tutti i lati, tranne che sul lato sud, che forma una cresta che conduce all'Ellmauer Halt a sud. Sul lato ovest si trova l'Hochkar Grüne Mulde, che consente di attraversare il Kleine Halt aggirando la parete nord del Gamshalt (Kaiserschützensteig). La parete ovest, alta fino a 700 metri, sopra l' Oberer Scharlinger Boden è una meta per gli scalatori. La parete est è alta circa 800 metri, sopra l' Hohen Winkel. Sul lato ovest di fronte si trova il Sonneck e sul lato est le Karlspitzen. La cima appartiene al comune di Kufstein.
I rifugi  Anton-Karg-Haus e Hans Berger Haus nella valle Kaisertal sono i campi base per le escursioni su questa montagna. La montagna fu scalata per la prima volta da A. Bonnet e J. Schlechter (noto come Mallhansl) il 14 luglio 1880, durante una discesa dall'Ellmauer Halt.

## Alpinismo
Il modo più semplice per raggiungere la vetta è attraverso una via ferrata, la Kaiserschützensteig. Ha un grado di difficoltà B/C e I+ e diversi tratti richiedono sforzo fisico. È lunga, faticosa e tecnicamente impegnativa. È considerevolmente meno protetta delle normali vie ferrate ed è esposta (lunghi passaggi, anche su terreno ripido, senza cavi metallici e solo raramente con barre di ferro). Inoltre, l'avvicinamento è considerevole e il dislivello dalla profonda valle Kaisertal è notevole. I punti di partenza sono l' Anton-Karg-Haus e l' Hans-Berger-Haus. La Kaiserschützensteig offre uno scenario magnifico e attraversa tutte e tre le cime dell'Haltstock: Kleine Halt, Gamshalt ed Ellmauer Halt. La Kleine Halt e il Gamshalt possono anche essere aggirate (in entrambi i casi c'è una diramazione con un percorso di diramazione per la vetta). Offre viste impressionanti. La salita richiede ben tre ore dall'attacco (Oberer Scharlinger Boden) senza deviazioni verso le cime del Kleiner Halt e del Gamshalt, con queste ultime che aggiungono circa 1,5 ore di cammino. L'accesso all'attacco dalla Hans-Berger-Haus richiede 1,5 ore, oppure dal rifugio Gruttenhütte tramite la Forcella Rossa del Rinn in 2,5 ore. Sono richiesti passo sicuro, assenza di vertigini e capacità di arrampicata, oltre a casco, set da ferrata e imbracatura. Ottima la segnaletica predisposta:
- Accesso dall'Oberer Scharlinger Boden alla cima del Kleine Halt: seguire il Kaiserschützensteig, che si dirama dal sentiero segnalato che sale dalla Kaisertal alla Rote-Rinn-Scharte sul versante est dell'Oberer Scharlingerboden. Inizialmente, il percorso sale sul Vorbei, prima che la via ferrata attraversi in salita e discesa a sinistra nel canalone verde. Proseguire lungo questo canalone senza alcuna attrezzatura di sicurezza fino alla sua estremità superiore, dove il sentiero dirama per la cima del Kleine Halt. Da lì, proseguire direttamente verso l'Ellmauer Halt, entrando nel canalone roccioso sulla destra, attraversandolo in diagonale verso l'alto. Attraversare immediatamente la parete nord-ovest del Gamshalt attraverso ulteriori incisioni, cenge, cenge, terreno percorribile e gradini di roccia. Proseguire verso est nel Grüne Mulde (circo glaciale alto con rocce erbose), per poi risalirlo fino a una suggestiva parete sotto la cresta. Qui, si svolta verso la cima del Gamshalt e si segue questo itinerario, tenendo la sinistra, fino alla cresta e, superandola, fino alla cima con il suo ometto di pietra (grado I, senza attrezzatura di sicurezza). Il tempo di percorrenza dall'Oberer Scharlinger Boden è di circa 2,5 ore.
- Accesso dalla cima dell'Ellmauer Halt alla cima del Gamshalt: seguire il sentiero Kaiserschützensteig, che inizia sotto la croce di vetta dell'Ellmauer Halt, inizialmente in direzione nord, leggermente in discesa, poi proseguendo lungo o verso ovest lungo la cresta nord verso Gamshalt fino a raggiungere il bivio con Gamshalt. Da lì, proseguire come sopra. Ci vogliono circa 45 minuti. Si prega di notare che la discesa dal Kaiserschützensteig è più difficile della salita.

Sul versante sud, sotto la Grüne Mulde, si trovano diverse vie di arrampicata, il cui punto di ingresso nell'Oberer Scharlin.